# فلوتون
فلوتون (به انگلیسی: Flowton) یک روستا و محله مدنی در بریتانیا است که در Mid Suffolk واقع شده‌است. فلوتون ۱۱۷ نفر جمعیت دارد.